# Chonbuk Buffalo
O Chonbuk Buffalo FC foi um clube de futebol sul-coreano sediado em Jeonbuk. A equipe competiu na K-League.

## História
O clube foi fundado em 1994, para participar da liga nacional da Korean Super League. Mas logo em 1994, o time foi extinguido, após um sétimo lugar na liga. Ele é o predecessor do Jeonbuk Hyundai Motors, mas para a K-League é um clube extinto.